# 2018–2019-es síugró-világkupa
A Síugró-világkupa 2018–2019-es szezonja a 40. világkupa szezon a síugrás történetében. 2018. november 17-én vette kezdetét Wisłában, Lengyelországban és 2019. március 24-én ért véget a szlovén Planicában.

## Férfiak versenye
| 948                                                                 | 1                                                                   | 2018. november 18.                                                  | Wisła                                                               | Malinka HS134 (esti)                                                | Jevgenyij Klimov                                                                                    | Stephan Leyhe                                                                                       | Kobajasi Rjójú                                                                                      | Jevgenyij Klimov                                                                                    |
| 949                                                                 | 2                                                                   | 2018. november 24.                                                  | Ruka                                                                | Rukatunturi HS142 (esti)                                            | Kobajasi Rjójú                                                                                      | Kamil Stoch                                                                                         | Piotr Żyła                                                                                          | Kobajasi Rjójú                                                                                      |
| 950                                                                 | 3                                                                   | 2018. november 25.                                                  | Ruka                                                                | Rukatunturi HS142 (esti)                                            | Kobajasi Rjójú                                                                                      | Andreas Wellinger                                                                                   | Kamil Stoch                                                                                         | Kobajasi Rjójú                                                                                      |
| 951                                                                 | 4                                                                   | 2018. december 1.                                                   | Nizhny Tagil                                                        | Tramplin Stork HS134 (esti)                                         | Johann André Forfang                                                                                | Piotr Żyła                                                                                          | Kobajasi Rjójú                                                                                      | Kobajasi Rjójú                                                                                      |
| 952                                                                 | 5                                                                   | 2018. december 2.                                                   | Nizhny Tagil                                                        | Tramplin Stork HS134 (esti)                                         | Kobajasi Rjójú                                                                                      | Johann André Forfang                                                                                | Piotr Żyła                                                                                          | Kobajasi Rjójú                                                                                      |
|                                                                     |                                                                     | 2018. december 9.                                                   | Titisee-Neustadt                                                    | Hochfirstschanze HS142 (esti)                                       | A meleg idő és kevés hó miatt a 2019. február 1-én megrendezett oberstdorfi versenyre halasztották. | A meleg idő és kevés hó miatt a 2019. február 1-én megrendezett oberstdorfi versenyre halasztották. | A meleg idő és kevés hó miatt a 2019. február 1-én megrendezett oberstdorfi versenyre halasztották. | A meleg idő és kevés hó miatt a 2019. február 1-én megrendezett oberstdorfi versenyre halasztották. |
| 953                                                                 | 6                                                                   | 2018. december 15.                                                  | Engelberg                                                           | Gross-Titlis-Schanze HS140 (esti)                                   | Karl Geiger                                                                                         | Piotr Żyła                                                                                          | Daniel Huber                                                                                        | Kobajasi Rjójú                                                                                      |
| 954                                                                 | 7                                                                   | 2018. december 16.                                                  | Engelberg                                                           | Gross-Titlis-Schanze HS140                                          | Kobajasi Rjójú                                                                                      | Piotr Żyła                                                                                          | Kamil Stoch                                                                                         | Kobajasi Rjójú                                                                                      |
| 955                                                                 | 8                                                                   | 2018. december 30.                                                  | Oberstdorf                                                          | Schattenbergschanze HS137 (esti)                                    | Kobajasi Rjójú                                                                                      | Markus Eisenbichler                                                                                 | Stefan Kraft                                                                                        | Kobajasi Rjójú                                                                                      |
| 956                                                                 | 9                                                                   | 2019. január 1.                                                     | Garmisch-Partenkirchen                                              | Große Olympiaschanze HS142                                          | Kobajasi Rjójú                                                                                      | Markus Eisenbichler                                                                                 | Dawid Kubacki                                                                                       | Kobajasi Rjójú                                                                                      |
| 957                                                                 | 10                                                                  | 2019. január 4.                                                     | Innsbruck                                                           | Bergiselschanze HS130                                               | Kobajasi Rjójú                                                                                      | Stefan Kraft                                                                                        | Andreas Stjernen                                                                                    | Kobajasi Rjójú                                                                                      |
| 958                                                                 | 11                                                                  | 2019. január 6.                                                     | Bischofshofen                                                       | Paul-Ausserleitner-Schanze HS142 (esti)                             | Kobajasi Rjójú                                                                                      | Dawid Kubacki                                                                                       | Stefan Kraft                                                                                        | Kobajasi Rjójú                                                                                      |
| 2018–2019-es négysáncverseny (2018. december 30. - 2019. január 6.) | 2018–2019-es négysáncverseny (2018. december 30. - 2019. január 6.) | 2018–2019-es négysáncverseny (2018. december 30. - 2019. január 6.) | 2018–2019-es négysáncverseny (2018. december 30. - 2019. január 6.) | 2018–2019-es négysáncverseny (2018. december 30. - 2019. január 6.) | Kobajasi Rjójú                                                                                      | Markus Eisenbichler                                                                                 | Stephan Leyhe                                                                                       | Kobajasi Rjójú                                                                                      |
| 959                                                                 | 12                                                                  | 2019. január 12.                                                    | Val di Fiemme                                                       | Trampolino dal Ben HS135 (esti)                                     | Kobajasi Rjójú                                                                                      | Dawid Kubacki                                                                                       | Kamil Stoch                                                                                         | Kobajasi Rjójú                                                                                      |
| 960                                                                 | 13                                                                  | 2019. január 13.                                                    | Val di Fiemme                                                       | Trampolino dal Ben HS135 (esti)                                     | Dawid Kubacki                                                                                       | Stefan Kraft                                                                                        | Kamil Stoch                                                                                         | Kobajasi Rjójú                                                                                      |
| 961                                                                 | 14                                                                  | 2019. január 20.                                                    | Zakopane                                                            | Wielka Krokiew HS140 (esti)                                         | Stefan Kraft                                                                                        | Robert Johansson                                                                                    | Yukiya Satō                                                                                         | Kobajasi Rjójú                                                                                      |
| 962                                                                 | 15                                                                  | 2019. január 26.                                                    | Szapporo                                                            | Ōkurayama HS137 (esti)                                              | Stefan Kraft                                                                                        | Kamil Stoch                                                                                         | Robert Johansson                                                                                    | Kobajasi Rjójú                                                                                      |
| 963                                                                 | 16                                                                  | 2019. január 27.                                                    | Szapporo                                                            | Ōkurayama HS137                                                     | Stefan Kraft                                                                                        | Timi Zajc                                                                                           | Kobajasi Rjójú                                                                                      | Kobajasi Rjójú                                                                                      |
| 964                                                                 | 17                                                                  | 2019. február 1.                                                    | Oberstdorf                                                          | Heini-Klopfer-Skiflugschanze HS235 (esti)                           | Timi Zajc                                                                                           | Dawid Kubacki                                                                                       | Markus Eisenbichler                                                                                 | Kobajasi Rjójú                                                                                      |
| 965                                                                 | 18                                                                  | 2019. február 2.                                                    | Oberstdorf                                                          | Heini-Klopfer-Skiflugschanze HS235 (esti)                           | Kobajasi Rjójú                                                                                      | Markus Eisenbichler                                                                                 | Stefan Kraft                                                                                        | Kobajasi Rjójú                                                                                      |
| 966                                                                 | 19                                                                  | 2019. február 3.                                                    | Oberstdorf                                                          | Heini-Klopfer-Skiflugschanze HS235 (esti)                           | Kamil Stoch                                                                                         | Jevgenyij Klimov                                                                                    | Dawid Kubacki                                                                                       | Kobajasi Rjójú                                                                                      |
| 967                                                                 | 20                                                                  | 2019. február 10.                                                   | Lahti                                                               | Salpausselkä HS130 (esti)                                           | Kamil Stoch                                                                                         | Kobajasi Rjójú                                                                                      | Robert Johansson                                                                                    | Kobajasi Rjójú                                                                                      |
| Selejtező                                                           | Selejtező                                                           | 2019. február 15.                                                   | Willingen                                                           | Mühlenkopfschanze HS145 (esti)                                      | Markus Eisenbichler                                                                                 | Piotr Żyła                                                                                          | Stefan Kraft                                                                                        | Selejtező                                                                                           |
| 968                                                                 | 21                                                                  | 2019. február 16.                                                   | Willingen                                                           | Mühlenkopfschanze HS145 (esti)                                      | Karl Geiger                                                                                         | Kamil Stoch                                                                                         | Kobajasi Rjójú                                                                                      | Kobajasi Rjójú                                                                                      |
| 969                                                                 | 22                                                                  | 2019. február 17.                                                   | Willingen                                                           | Mühlenkopfschanze HS145                                             | Kobajasi Rjójú                                                                                      | Markus Eisenbichler                                                                                 | Piotr Żyła                                                                                          | Kobajasi Rjójú                                                                                      |
| 2019-es Willingen Five (február 15-17.)                             | 2019-es Willingen Five (február 15-17.)                             | 2019-es Willingen Five (február 15-17.)                             | 2019-es Willingen Five (február 15-17.)                             | 2019-es Willingen Five (február 15-17.)                             | Kobajasi Rjójú                                                                                      | Piotr Żyła                                                                                          | Karl Geiger                                                                                         | Kobajasi Rjójú                                                                                      |
| 2019-es északisí-világbajnokság                                     |                                                                     |                                                                     |                                                                     |                                                                     | | | | |
| Prológ                                                              | Prológ                                                              | 2019. március 8.                                                    | Oslo                                                                | Holmenkollbakken HS134 (esti)                                       | Robert Johansson                                                                                    | Kamil Stoch                                                                                         | Timi Zajc                                                                                           | Selejtező                                                                                           |
| Csapatverseny                                                       | Csapatverseny                                                       | 2019. március 9.                                                    | Oslo                                                                | Holmenkollbakken HS134                                              | Robert Johansson                                                                                    | Kobajasi Rjójú                                                                                      | Markus Eisenbichler                                                                                 | Csapatverseny                                                                                       |
| 970                                                                 | 23                                                                  | 2019. március 10.                                                   | Oslo                                                                | Holmenkollbakken HS134                                              | Robert Johansson                                                                                    | Stefan Kraft                                                                                        | Peter Prevc                                                                                         | Kobajasi Rjójú                                                                                      |
| Prológ                                                              | Prológ                                                              | 2019. március 11.                                                   | Lillehammer                                                         | Lysgårdsbakken HS140 (esti)                                         | Kobajasi Dzsunsiró                                                                                  | Kobajasi Rjójú                                                                                      | Johann André Forfang                                                                                | Selejtező                                                                                           |
| 971                                                                 | 24                                                                  | 2019. március 12.                                                   | Lillehammer                                                         | Lysgårdsbakken HS140 (esti)                                         | Stefan Kraft                                                                                        | Robert Johansson                                                                                    | Kobajasi Rjójú                                                                                      | Kobajasi Rjójú                                                                                      |
| Prológ                                                              | Prológ                                                              | 2019. március 13.                                                   | Trondheim                                                           | Granåsen HS138 (esti)                                               | Stefan Kraft                                                                                        | Kobajasi Rjójú                                                                                      | Dawid Kubacki                                                                                       | Selejtező                                                                                           |
| 972                                                                 | 25                                                                  | 2019. március 14.                                                   | Trondheim                                                           | Granåsen HS138 (esti)                                               | Kobajasi Rjójú                                                                                      | Andreas Stjernen                                                                                    | Stefan Kraft                                                                                        | Kobajasi Rjójú                                                                                      |
| Prológ                                                              | Prológ                                                              | 2019. március 15.                                                   | Vikersund                                                           | Vikersundbakken HS240 (esti)                                        | Kobajasi Rjójú                                                                                      | Stefan Kraft                                                                                        | Markus Eisenbichler                                                                                 | Selejtező                                                                                           |
| Csapatverseny                                                       | Csapatverseny                                                       | 2019. március 16.                                                   | Vikersund                                                           | Vikersundbakken HS240 (esti)                                        | Domen Prevc                                                                                         | Stefan Kraft                                                                                        | Kobajasi Rjójú                                                                                      | Csapatverseny                                                                                       |
| 973                                                                 | 26                                                                  | 2019. március 17.                                                   | Vikersund                                                           | Vikersundbakken HS240 (esti)                                        | Domen Prevc                                                                                         | Kobajasi Rjójú                                                                                      | Stefan Kraft                                                                                        | Kobajasi Rjójú                                                                                      |
| 2019-es Raw Air (március 8-17.)                                     | 2019-es Raw Air (március 8-17.)                                     | 2019-es Raw Air (március 8-17.)                                     | 2019-es Raw Air (március 8-17.)                                     | 2019-es Raw Air (március 8-17.)                                     | Kobajasi Rjójú                                                                                      | Stefan Kraft                                                                                        | Robert Johansson                                                                                    | Kobajasi Rjójú                                                                                      |
| Selejtező                                                           | Selejtező                                                           | 2019. március 21.                                                   | Planica                                                             | Letalnica bratov Gorišek HS240                                      | Kobajasi Rjójú                                                                                      | Markus Eisenbichler                                                                                 | Timi Zajc                                                                                           | Selejtező                                                                                           |
| 974                                                                 | 27                                                                  | 2019. március 22.                                                   | Planica                                                             | Letalnica bratov Gorišek HS240                                      | Markus Eisenbichler                                                                                 | Kobajasi Rjójú                                                                                      | Piotr Żyła                                                                                          | Kobajasi Rjójú                                                                                      |
| Csapatverseny                                                       | Csapatverseny                                                       | 2019. március 23.                                                   | Planica                                                             | Letalnica bratov Gorišek HS240                                      | Kobajasi Rjójú                                                                                      | Markus Eisenbichler                                                                                 | Timi Zajc                                                                                           | Csapatverseny                                                                                       |
| 975                                                                 | 28                                                                  | 2019. március 24.                                                   | Planica                                                             | Letalnica bratov Gorišek HS240                                      | Kobajasi Rjójú                                                                                      | Domen Prevc                                                                                         | Markus Eisenbichler                                                                                 | Kobajasi Rjójú                                                                                      |
| 2019-es Planica7 (március 21-24.)                                   | 2019-es Planica7 (március 21-24.)                                   | 2019-es Planica7 (március 21-24.)                                   | 2019-es Planica7 (március 21-24.)                                   | 2019-es Planica7 (március 21-24.)                                   | Kobajasi Rjójú                                                                                      | Markus Eisenbichler                                                                                 | Timi Zajc                                                                                           | Kobajasi Rjójú                                                                                      |

## Nők versenye
| 112                                                    | 1                                                      | 2018. november 30.                                     | Lillehammer                                            | Lysgårdsbakken HS98                                    | Juliane Seyfarth                        | Maren Lundby                            | Takanasi Szara                          | Juliane Seyfarth                        |
| 113                                                    | 2                                                      | 2018. december 1.                                      | Lillehammer                                            | Lysgårdsbakken HS98                                    | Lidiia Iakovleva                        | Maren Lundby                            | Ema Klinec                              | Maren Lundby                            |
| 114                                                    | 3                                                      | 2018. december 2.                                      | Lillehammer                                            | Lysgårdsbakken HS140                                   | Katharina Althaus                       | Ramona Straub                           | Daniela Iraschko-Stolz                  | Katharina Althaus                       |
| 2018-as Lillehammer Triple (november 30.– december 2.) | 2018-as Lillehammer Triple (november 30.– december 2.) | 2018-as Lillehammer Triple (november 30.– december 2.) | 2018-as Lillehammer Triple (november 30.– december 2.) | 2018-as Lillehammer Triple (november 30.– december 2.) | Katharina Althaus                       | Juliane Seyfarth                        | Ramona Straub                           | Katharina Althaus                       |
|                                                        |                                                        | 2018. december 9.                                      | Titisee-Neustadt                                       | Hochfirstschanze HS142                                 | Elmaradt a meleg idő és kevés hó miatt. | Elmaradt a meleg idő és kevés hó miatt. | Elmaradt a meleg idő és kevés hó miatt. | Elmaradt a meleg idő és kevés hó miatt. |
| 115                                                    | 4                                                      | 2018. december 15.                                     | Prémanon                                               | Les Tuffes HS90                                        | Katharina Althaus                       | Takanasi Szara                          | Ema Klinec                              | Katharina Althaus                       |
| 116                                                    | 5                                                      | 2018. december 16.                                     | Prémanon                                               | Les Tuffes HS90                                        | Katharina Althaus                       | Maren Lundby                            | Takanasi Szara                          | Katharina Althaus                       |
| 117                                                    | 6                                                      | 2019. január 12.                                       | Szapporo                                               | Ōkurayama HS137 (esti)                                 | Daniela Iraschko-Stolz                  | Juliane Seyfarth                        | Maren Lundby                            | Katharina Althaus                       |
| 118                                                    | 7                                                      | 2019. január 13.                                       | Szapporo                                               | Ōkurayama HS137                                        | Maren Lundby                            | Katharina Althaus                       | Juliane Seyfarth                        | Katharina Althaus                       |
| 119                                                    | 8                                                      | 2019. január 18.                                       | Zaō                                                    | Yamagata HS102 (esti)                                  | Daniela Iraschko-Stolz                  | Takanasi Szara                          | Katharina Althaus                       | Katharina Althaus                       |
| 120                                                    | 9                                                      | 2019. január 20.                                       | Zaō                                                    | Yamagata HS102 (esti)                                  | Maren Lundby                            | Anna Odine Strøm                        | Carina Vogt                             | Katharina Althaus                       |
| 121                                                    | 10                                                     | 2019. január 26.                                       | Râșnov                                                 | Trambulina Valea Cărbunării HS97                       | Maren Lundby                            | Katharina Althaus                       | Takanasi Szara                          | Katharina Althaus                       |
| 122                                                    | 11                                                     | 2019. január 27.                                       | Râșnov                                                 | Trambulina Valea Cărbunării HS97                       | Maren Lundby                            | Carina Vogt                             | Juliane Seyfarth                        | Maren Lundby                            |
| 123                                                    | 12                                                     | 2019. február 2.                                       | Hinzenbach                                             | Aigner-Schanze HS90                                    | Maren Lundby                            | Juliane Seyfarth                        | Katharina Althaus                       | Maren Lundby                            |
| 124                                                    | 13                                                     | 2019. február 3.                                       | Hinzenbach                                             | Aigner-Schanze HS90                                    | Maren Lundby                            | Takanasi Szara                          | Katharina Althaus                       | Maren Lundby                            |
| 125                                                    | 14                                                     | 2019. február 8.                                       | Ljubno                                                 | Savina Ski Jumping Center HS94                         | Maren Lundby                            | Takanasi Szara                          | Urša Bogataj                            | Maren Lundby                            |
| 126                                                    | 15                                                     | 2019. február 10.                                      | Ljubno                                                 | Savina Ski Jumping Center HS94                         | Takanasi Szara                          | Maren Lundby                            | Juliane Seyfarth                        | Maren Lundby                            |
| 127                                                    | 16                                                     | 2019. február 16.                                      | Oberstdorf                                             | Schattenbergschanze HS137                              | Maren Lundby                            | Katharina Althaus                       | Urša Bogataj                            | Maren Lundby                            |
| 128                                                    | 17                                                     | 2019. február 17.                                      | Oberstdorf                                             | Schattenbergschanze HS137                              | Maren Lundby                            | Juliane Seyfarth                        | Takanasi Szara                          | Maren Lundby                            |
| 2019-es északisí-világbajnokság                        |                                                        |                                                        |                                                        |                                                        |                                         |                                         |                                         |                                         |
| Prológ                                                 | Prológ                                                 | 2019. március 9.                                       | Oslo                                                   | Holmenkollbakken HS134                                 | Maren Lundby                            | Katharina Althaus                       | Juliane Seyfarth                        | Selejtező                               |
| 129                                                    | 18                                                     | 2019. március 10.                                      | Oslo                                                   | Holmenkollbakken HS134                                 | Daniela Iraschko-Stolz                  | Juliane Seyfarth                        | Katharina Althaus                       | Maren Lundby                            |
| Prológ                                                 | Prológ                                                 | 2019. március 11.                                      | Lillehammer                                            | Lysgårdsbakken HS140 (esti)                            | Maren Lundby                            | Katharina Althaus Nika Križnar          |                                         | Selejtező                               |
| 130                                                    | 19                                                     | 2019. március 12.                                      | Lillehammer                                            | Lysgårdsbakken HS140 (esti)                            | Maren Lundby                            | Katharina Althaus                       | Eva Pinkelnig                           | Maren Lundby                            |
| Prológ                                                 | Prológ                                                 | 2019. március 13.                                      | Trondheim                                              | Granåsen HS138 (esti)                                  | Maren Lundby                            | Eva Pinkelnig                           | Itó Júki                                | Selejtező                               |
| 131                                                    | 20                                                     | 2019. március 14.                                      | Trondheim                                              | Granåsen HS138 (esti)                                  | Maren Lundby                            | Juliane Seyfarth                        | Eva Pinkelnig                           | Maren Lundby                            |
| 2019-es női Raw Air (március 9-14.)                    | 2019-es női Raw Air (március 9-14.)                    | 2019-es női Raw Air (március 9-14.)                    | 2019-es női Raw Air (március 9-14.)                    | 2019-es női Raw Air (március 9-14.)                    | Maren Lundby                            | Katharina Althaus                       | Juliane Seyfarth                        | Maren Lundby                            |
| 132                                                    | 21                                                     | 2019. március 16.                                      | Nyizsnyij Tagil                                        | Tramplin Stork HS97                                    | Juliane Seyfarth                        | Maren Lundby                            | Anna Odine Strøm                        | Maren Lundby                            |
| 133                                                    | 22                                                     | 2019. március 17.                                      | Nyizsnyij Tagil                                        | Tramplin Stork HS97                                    | Juliane Seyfarth                        | Maren Lundby                            | Katharina Althaus                       | Maren Lundby                            |
| 134                                                    | 23                                                     | 2019. március 23.                                      | Chaykovsky                                             | Snezhinka HS102                                        | Juliane Seyfarth                        | Katharina Althaus                       | Takanasi Szara                          | Maren Lundby                            |
| 135                                                    | 24                                                     | 2019. március 24.                                      | Chaykovsky                                             | Snezhinka HS140                                        | Maren Lundby                            | Juliane Seyfarth                        | Nika Križnar                            | Maren Lundby                            |
| 2019-es Russia Tour Blue Bird (március 16-24.)         | 2019-es Russia Tour Blue Bird (március 16-24.)         | 2019-es Russia Tour Blue Bird (március 16-24.)         | 2019-es Russia Tour Blue Bird (március 16-24.)         | 2019-es Russia Tour Blue Bird (március 16-24.)         | Juliane Seyfarth                        | Maren Lundby                            | Katharina Althaus                       | Maren Lundby                            |

## Férfiak csapatversenye
| Összes | Szezon | Dátum              | Helyszín         | Sánc                           | Győztes                                                                                | Második                                                                               | Harmadik                                                                              | Összetettben vezető                                                                   |
| ------ | ------ | ------------------ | ---------------- | ------------------------------ | -------------------------------------------------------------------------------------- | ------------------------------------------------------------------------------------- | ------------------------------------------------------------------------------------- | ------------------------------------------------------------------------------------- |
| 96     | 1      | 2018. november 17. | Wisła            | Malinka HS134 (esti)           | Lengyelország · Piotr Żyła · Jakub Wolny · Dawid Kubacki · Kamil Stoch                 | Németország · Karl Geiger · Markus Eisenbichler · Stephan Leyhe · Richard Freitag     | Ausztria · Michael Hayböck · Clemens Aigner · Daniel Huber · Stefan Kraft             | Lengyelország                                                                         |
|        |        | 2018. december 8.  | Titisee-Neustadt | Hochfirstschanze HS142 (esti)  | A meleg idő és kevés hó miatt a 2019. február 15-i willingeni versenyre halasztották.  | A meleg idő és kevés hó miatt a 2019. február 15-i willingeni versenyre halasztották. | A meleg idő és kevés hó miatt a 2019. február 15-i willingeni versenyre halasztották. | A meleg idő és kevés hó miatt a 2019. február 15-i willingeni versenyre halasztották. |
| 97     | 2      | 2019. január 19.   | Zakopane         | Wielka Krokiew HS140 (esti)    | Lengyelország · Karl Geiger · Markus Eisenbichler · David Siegel · Stephan Leyhe       | Lengyelország · Daniel Huber · Jan Hörl · Michael Hayböck · Stefan Kraft              | Lengyelország · Piotr Żyła · Maciej Kot · Kamil Stoch · Dawid Kubacki                 | Lengyelország                                                                         |
| 98     | 3      | 2019. február 9.   | Lahti            | Salpausselkä HS130 (esti)      | Ausztria · Philipp Aschenwald · Gregor Schlierenzauer · Michael Hayböck · Stefan Kraft | Németország · Karl Geiger · Richard Freitag · Andreas Wellinger · Stephan Leyhe       | Japán · Yukiya Satō · Itó Daiki · Kobajasi Dzsunsiró · Kobajasi Rjójú                 | Lengyelország                                                                         |
| 99     | 4      | 2019. február 15.  | Willingen        | Mühlenkopfschanze HS145 (esti) | Lengyelország · Piotr Żyła · Jakub Wolny · Dawid Kubacki · Kamil Stoch                 | Németország · Karl Geiger · Richard Freitag · Markus Eisenbichler · Stephan Leyhe     | Szlovénia · Anže Semenič · Peter Prevc · Jernej Damjan · Timi Zajc                    | Lengyelország                                                                         |
| 100    | 5      | 2019. március 9.   | Oslo             | Holmenkollbakken HS134         | Norvégia · Johann André Forfang · Robin Pedersen · Marius Lindvik · Robert Johansson   | Japán · Yukiya Satō · Kaszai Noriaki · Kobajasi Dzsunsiró · Kobajasi Rjójú            | Ausztria · Michael Hayböck · Manuel Fettner · Philipp Aschenwald · Stefan Kraft       | Lengyelország                                                                         |
| 101    | 6      | 2019. március 16.  | Vikersund        | Vikersundbakken HS240 (esti)   | Szlovénia · Anže Semenič · Peter Prevc · Domen Prevc · Timi Zajc                       | Németország · Constantin Schmid · Richard Freitag · Karl Geiger · Markus Eisenbichler | Ausztria · Michael Hayböck · Philipp Aschenwald · Daniel Huber · Stefan Kraft         | Lengyelország                                                                         |
| 102    | 7      | 2019. március 23.  | Planica          | Letalnica bratov Gorišek HS240 | Lengyelország · Jakub Wolny · Kamil Stoch · Dawid Kubacki · Piotr Żyła                 | Németország · Karl Geiger · Constantin Schmid · Richard Freitag · Markus Eisenbichler | Szlovénia · Anže Semenič · Peter Prevc · Domen Prevc · Timi Zajc                      | Lengyelország                                                                         |

## Nők csapatversenye
| Összes | Szezon | Dátum            | Helyszín | Sánc                           | Győztes                                                                           | Második                                                                                       | Harmadik                                                                         | Összetettben vezető |
| ------ | ------ | ---------------- | -------- | ------------------------------ | --------------------------------------------------------------------------------- | --------------------------------------------------------------------------------------------- | -------------------------------------------------------------------------------- | ------------------- |
| 3      | 1      | 2019. január 19. | Zaō      | Yamagata HS102 (esti)          | Németország · Juliane Seyfarth · Ramona Straub · Carina Vogt · Katharina Althaus  | Ausztria · Jacqueline Seifriedsberger · Eva Pinkelnig · Chiara Hölzl · Daniela Iraschko-Stolz | Japán · Itó Júki · Szetó Júka · Ivabucsi Kaori · Takanasi Szara                  | Németország         |
| 4      | 2      | 2019. február 9. | Ljubno   | Savina Ski Jumping Center HS94 | Németország · Carina Vogt · Anna Rupprecht · Juliane Seyfarth · Katharina Althaus | Szlovénia · Jerneja Brecl · Špela Rogelj · Nika Križnar · Urša Bogataj                        | Ausztria · Jacqueline Seifriedsberger · Lisa Eder · Chiara Hölzl · Eva Pinkelnig | Németország         |

## Végeredmény

### Férfiak
| Helyezés | 28 verseny után      | Pontok |
| -------- | -------------------- | ------ |
| 1        | Kobajasi Rjójú       | 2085   |
| 2        | Stefan Kraft         | 1349   |
| 3        | Kamil Stoch          | 1288   |
| 4        | Piotr Żyła           | 1131   |
| 5        | Dawid Kubacki        | 988    |
| 6        | Robert Johansson     | 974    |
| 7        | Markus Eisenbichler  | 937    |
| 8        | Johann André Forfang | 892    |
| 9        | Timi Zajc            | 833    |
| 10       | Karl Geiger          | 765    |

| Helyezés | 35 verseny után | Pontok |
| -------- | --------------- | ------ |
| 1        | Lengyelország   | 6083   |
| 2        | Németország     | 5650   |
| 3        | Japán           | 4813   |
| 4        | Ausztria        | 4530   |
| 5        | Norvégia        | 3943   |
| 6        | Szlovénia       | 3736   |
| 7        | Svájc           | 1467   |
| 8        | Csehország      | 1056   |
| 9        | Oroszország     | 867    |
| 10       | Finnország      | 396    |

| Helyezés | 35 verseny után      | Díjazás (CHF) |
| -------- | -------------------- | ------------- |
| 1        | Kobajasi Rjójú       | 251,733       |
| 2        | Stefan Kraft         | 181,000       |
| 3        | Kamil Stoch          | 155,800       |
| 4        | Piotr Żyła           | 142,850       |
| 5        | Markus Eisenbichler  | 136,800       |
| 6        | Dawid Kubacki        | 131,400       |
| 7        | Karl Geiger          | 111,450       |
| 8        | Robert Johansson     | 107,850       |
| 9        | Johann André Forfang | 104,650       |
| 10       | Timi Zajc            | 99,383        |

| Helyezés | 6 verseny után       | Pontok |
| -------- | -------------------- | ------ |
| 1        | Kobajasi Rjójú       | 407    |
| 2        | Markus Eisenbichler  | 371    |
| 3        | Piotr Żyła           | 289    |
| 4        | Domen Prevc          | 271    |
| 5        | Dawid Kubacki        | 251    |
| 6        | Timi Zajc            | 250    |
| 7        | Kamil Stoch          | 244    |
| 8        | Stefan Kraft         | 228    |
| 9        | Johann André Forfang | 200    |
| 10       | Evgeniy Klimov       | 158    |

| Helyezés | 4 verseny után      | Pontok |
| -------- | ------------------- | ------ |
| 1        | Kobajasi Rjójú      | 1098.0 |
| 2        | Markus Eisenbichler | 1035.9 |
| 3        | Stephan Leyhe       | 1014.1 |
| 4        | Dawid Kubacki       | 1010.8 |
| 5        | Roman Koudelka      | 1006.3 |
| 6        | Kamil Stoch         | 994.0  |
| 7        | Andreas Stjernen    | 988.0  |
| 8        | Robert Johansson    | 983.2  |
| 9        | Daniel Huber        | 970.4  |
| 10       | Killian Peier       | 959.3  |

| Helyezés | 3 verseny után   | Pontok |
| -------- | ---------------- | ------ |
| 1        | Kobajasi Rjójú   | 737.5  |
| 2        | Piotr Żyła       | 708.6  |
| 3        | Karl Geiger      | 708.0  |
| 4        | Kamil Stoch      | 697.4  |
| 5        | Dawid Kubacki    | 685.7  |
| 6        | Timi Zajc        | 683.3  |
| 7        | Stefan Kraft     | 671.8  |
| 8        | Jevgenyij Klimov | 670.1  |
| 9        | Richard Freitag  | 669.8  |
| 10       | Killian Peier    | 664.5  |

| Helyezés | 10 verseny után      | Pontok |
| -------- | -------------------- | ------ |
| 1        | Kobajasi Rjójú       | 2461.5 |
| 2        | Stefan Kraft         | 2458.6 |
| 3        | Robert Johansson     | 2351.6 |
| 4        | Markus Eisenbichler  | 2296.8 |
| 5        | Johann André Forfang | 2265.3 |
| 6        | Simon Ammann         | 2196.5 |
| 7        | Dawid Kubacki        | 2196.0 |
| 8        | Jakub Wolny          | 2187.1 |
| 9        | Kamil Stoch          | 2147.6 |
| 10       | Jevgenyij Klimov     | 2144.1 |

| Helyezés | 4 verseny után       | Pontok |
| -------- | -------------------- | ------ |
| 1        | Kobajasi Rjójú       | 1601.3 |
| 2        | Markus Eisenbichler  | 1572.1 |
| 3        | Timi Zajc            | 1513.5 |
| 4        | Piotr Żyła           | 1507.4 |
| 5        | Domen Prevc          | 1499.8 |
| 6        | Karl Geiger          | 1446.9 |
| 7        | Dawid Kubacki        | 1446.2 |
| 8        | Simon Ammann         | 1431.7 |
| 9        | Johann Andre Forfang | 1428.6 |
| 10       | Jakub Wolny          | 1420.4 |

### Nők
| Helyezés | 24 verseny után        | Pontok |
| -------- | ---------------------- | ------ |
| 1        | Maren Lundby           | 1909   |
| 2        | Katharina Althaus      | 1493   |
| 3        | Juliane Seyfarth       | 1451   |
| 4        | Takanasi Szara         | 1190   |
| 5        | Nika Križnar           | 826    |
| 6        | Eva Pinkelnig          | 825    |
| 7        | Anna Odine Strøm       | 717    |
| 8        | Daniela Iraschko-Stolz | 701    |
| 9        | Carina Vogt            | 686    |
| 10       | Chiara Hölzl           | 644    |

| Helyezés | 26 verseny után  | Pontok |
| -------- | ---------------- | ------ |
| 1        | Németország      | 5220   |
| 2        | Norvégia         | 3443   |
| 3        | Ausztria         | 3192   |
| 4        | Japán            | 2969   |
| 5        | Szlovénia        | 2751   |
| 6        | Oroszország      | 1753   |
| 7        | Olaszország      | 624    |
| 8        | Franciaország    | 423    |
| 9        | Egyesült Államok | 133    |
| 10       | Kína             | 107    |

| Helyezés | 26 verseny után        | Díjazás (CHF) |
| -------- | ---------------------- | ------------- |
| 1        | Maren Lundby           | 57,000        |
| 2        | Katharina Althaus      | 47,790        |
| 3        | Juliane Seyfarth       | 46,530        |
| 4        | Takanasi Szara         | 35,950        |
| 5        | Eva Pinkelnig          | 25,720        |
| 6        | Nika Križnar           | 25,530        |
| 7        | Carina Vogt            | 22,770        |
| 8        | Daniela Iraschko-Stolz | 21,780        |
| 9        | Anna Odine Strøm       | 21,255        |
| 10       | Chiara Hölzl           | 19,735        |

| Helyezés | 3 verseny után         | Pontok |
| -------- | ---------------------- | ------ |
| 1        | Katharina Althaus      | 750.4  |
| 2        | Juliane Seyfarth       | 729.6  |
| 3        | Ramona Straub          | 715.1  |
| 4        | Lidiia Iakovleva       | 713.9  |
| 5        | Daniela Iraschko-Stolz | 708.8  |
| 6        | Maren Lundby           | 699.8  |
| 7        | Eva Pinkelnig          | 698.3  |
| 8        | Carina Vogt            | 687.9  |
| 9        | Ema Klinec             | 685.4  |
| 10       | Nika Križnar           | 674.1  |

| Helyezés | 6 verseny után         | Pontok |
| -------- | ---------------------- | ------ |
| 1        | Maren Lundby           | 1144.6 |
| 2        | Katharina Althaus      | 1088.1 |
| 3        | Juliane Seyfarth       | 1066.3 |
| 4        | Daniela Iraschko-Stolz | 1055.9 |
| 5        | Eva Pinkelnig          | 1033.8 |
| 6        | Itó Júki               | 972.2  |
| 7        | Takanasi Szara         | 971.1  |
| 8        | Chiara Hölzl           | 954.1  |
| 9        | Nika Križnar           | 948.7  |
| 10       | Anna Odine Strøm       | 938.9  |

| Helyezés | 4 verseny után             | Pontok |
| -------- | -------------------------- | ------ |
| 1        | Juliane Seyfarth           | 959.9  |
| 2        | Maren Lundby               | 939.0  |
| 3        | Katharina Althaus          | 896.9  |
| 4        | Chiara Hölzl               | 861.3  |
| 5        | Nika Križnar               | 861.0  |
| 6        | Takanasi Szara             | 857.8  |
| 7        | Jacqueline Seifriedsberger | 848.5  |
| 8        | Urša Bogataj               | 841.4  |
| 9        | Eva Pinkelnig              | 841.2  |
| 10       | Itó Júki                   | 823.1  |

## Kvalifikáció
| No. | Helyszín               | Kvalifikáció       | Verseny               | Sáncméret | Győztes                                              |
| --- | ---------------------- | ------------------ | --------------------- | --------- | ---------------------------------------------------- |
| 1   | Wisła                  | 2018. november 17. | 2018. november 19.    | LH        | Jevgenyij Klimov                                     |
|     | Ruka                   | 2018. november 24. | 2018. november 24.    | LH        | Az erős szél miatt elmaradt.                         |
| 2   | Ruka                   | 2018. november 25. | 2018. november 25.    | LH        | Stefan Kraft                                         |
| 3   | Nyizsnyij Tagil        | 2018. november 30. | 2018. december 1.     | LH        | Piotr Żyła                                           |
| 4   | Nyizsnyij Tagil        | 2018. december 2.  | 2018. december 2.     | LH        | Kobajasi Rjójú                                       |
|     | Titisee-Neustadt       | 2018. december 7.  | 2018. december 9.     | LH        | A meleg idő és kevés hó miatt elmaradt.              |
| 5   | Engelberg              | 2018. december 14. | 2018. december 15.    | LH        | Kobajasi Rjójú                                       |
| 6   | Engelberg              | 2018. december 16. | 2018. december 16.    | LH        | Kobajasi Rjójú                                       |
| 7   | Oberstdorf             | 2018. december 29. | 2018. december 30.    | LH        | Stefan Kraft                                         |
| 8   | Garmisch-Partenkirchen | 2018. december 31. | 2019. január 1.       | LH        | Dawid Kubacki                                        |
| 9   | Innsbruck              | 2019. január 3.    | 2019. január 4.       | LH        | Kobajasi Rjójú                                       |
| 10  | Bischofshofen          | 2019. január 6.    | 2019. január 6.       | LH        | Markus Eisenbichler                                  |
| 11  | Val di Fiemme          | 2019. január 11.   | 2019. január 12.      | LH        | Kobajasi Rjójú                                       |
|     | Val di Fiemme          | 2019. január 13.   | 2019. január 13.      | LH        | Az erős szél miatt lefújták a versenyt 34 ugró után. |
| 12  | Zakopane               | 2019. január 18.   | 2019. január 20.      | LH        | Johann André Forfang                                 |
| 13  | Szapporo               | 2019. január 25.   | 2019. január 26.      | LH        | Stefan Kraft                                         |
| 14  | Szapporo               | 2019. január 27.   | 2019. január 27.      | LH        | Kobajasi Rjójú                                       |
| 15  | Oberstdorf             | 2019. február 1.   | 2019. február 1.      | FH        | Johann André Forfang                                 |
| 16  | Oberstdorf             | 2019. február 2.   | 2019. február 2.      | FH        | Markus Eisenbichler                                  |
| 17  | Oberstdorf             | 2019. február 3.   | 2019. február 3.      | FH        | Stefan Kraft                                         |
| 18  | Lahti                  | 2019. február 8.   | 2019. február 10.     | LH        | Kobajasi Rjójú                                       |
| 19  | Willingen              | 2019. február 15.  | 2019. február 16-17 . | LH        | Markus Eisenbichler                                  |
| 20  | Oslo                   | 2019. március 8.   | 2019. március 10.     | LH        | Robert Johansson                                     |
| 21  | Lillehammer            | 2019. március 11.  | 2019. március 12.     | LH        | Kobajasi Dzsunsiró                                   |
| 22  | Trondheim              | 2019. március 13.  | 2019. március 14.     | LH        | Stefan Kraft                                         |
| 23  | Vikersund              | 2019. március 15.  | 2019. március 17.     | FH        | Kobajasi Rjójú                                       |
| 24  | Planica                | 2019. március 21.  | 2019. március 22.     | FH        | Kobajasi Rjójú                                       |

| No.    | Helyszín         | Kvalifikáció       | Verseny              | Sáncméret                    | Győztes                                 |
| ------ | ---------------- | ------------------ | -------------------- | ---------------------------- | --------------------------------------- |
| 1      | Lillehammer      | 2018. november 29. | 2018. november 30.   | NH                           | Takanasi Szara                          |
| 2      | Lillehammer      | 2018. december 1.  | 2018. december 1.    | NH                           | Juliane Seyfarth                        |
| 3      | Lillehammer      | 2018. december 1.  | 2018. december 2.    | LH                           | Ema Klinec                              |
|        | Titisee-Neustadt | 2018. december 7.  | 2018. december 8.    | LH                           | A meleg idő és kevés hó miatt elamradt. |
| 4      | Prémanon         | 2018. december 14. | 2018. december 15.   | NH                           | Katharina Althaus                       |
| 5      | Prémanon         | 2018. december 16. | 2018. december 16.   | NH                           | Katharina Althaus                       |
| 6      | Szapporo         | 2019. január 11.   | 2019. január 12.     | LH                           | Maren Lundby                            |
| 7      | Szapporo         | 2019. január 13.   | 2019. január 13.     | LH                           | Ramona Straub                           |
|        | Zaō              | 2019. január 18.   | 2019. január 18.     | NH                           | Az erős szél miatt elmaradt.            |
| Zaō    | 2019. január 20. | 2019. január 20.   | NH                   | Az erős szél miatt elmaradt. |                                         |
| Râșnov | 2019. január 26. | 2019. január 26.   | NH                   | Csak 41 részvevő.            |                                         |
| Râșnov | 2019. január 27. | 2019. január 27.   | NH                   | Csak 41 részvevő.            |                                         |
| 8      | Hinzenbach       | 2019. február 1.   | 2019. február 2.     | NH                           | Maren Lundby                            |
| 9      | Hinzenbach       | 2019. február 3.   | 2019. február 3.     | NH                           | Katharina Althaus                       |
| 10     | Ljubno           | 2019. február 7.   | 2019. február 8.     | NH                           | Katharina Althaus                       |
|        | Ljubno           | 2019. február 10.  | 2019. február 10.    | NH                           | Az erős szél miatt elmaradt.            |
| 11     | Oberstdorf       | 2019. február 15.  | 2019. február 16.    | LH                           | Maren Lundby                            |
| 12     | Oberstdorf       | 2019. február 17.  | 2019. február 17.    | LH                           | Katharina Althaus                       |
| 13     | Oslo             | 2019. március 9.   | 2019. március 10.    | LH                           | Maren Lundby                            |
| 14     | Lillehammer      | 2019. március 11.  | 2019. március 12.    | LH                           | Maren Lundby                            |
| 15     | Trondheim        | 2019. március 13.  | 2019. március 14.    | LH                           | Maren Lundby                            |
| 16     | Nyizsnyij Tagil  | 2019. március 16.  | 2019. március 16.    | NH                           | Chiara Hölzl                            |
|        | Nyizsnyij Tagil  | 2019. március 17.  | 2019. március 17.    | NH                           | Csak 38 résztvevő.                      |
| 17     | Chaykovsky       | 2019. március 22.  | 2019. március 23-24. | NH                           | Maren Lundby                            |

## Rekordok
Első világkupa győzelem
| Férfiak - Jevgenyij Klimov (24), a negyedik szezonjában – az 1. állomáson Wisłaban - Kobajasi Rjójú (22), a negyedik szezonjában – a 2. állomáson Rukaban - Karl Geiger (25), a hetedik szezonjában – a 6. állomáson Engelbergben - Dawid Kubacki (28), a tizenkettedik szezonjában – a 13. állomáson Val di Fiemmeben - Timi Zajc (18), a második szezonjában – a 17. állomáson Oberstdorfban - Markus Eisenbichler (27), a nyolcadik szezonjában – a 27. állomáson Planicán | Nők - Juliane Seyfarth (28), a nyolcadik szezonjában – az 1. állomáson Lillehammerben - Lidiia Iakovleva (17), a második szezonjában – a 2. állomáson Lillehammerben |

Első világkupa dobogó
| Férfiak - Stephan Leyhe (26), a hetedik szezonjában – az 1. állomáson Wisłaban - Kobajasi Rjójú (22), a negyedik szezonjában – az 1. állomáson Wisłaban - Daniel Huber (25), az ötödik szezonjában – a 6. állomáson Engelbergben - Yukiya Satō (23), az ötödik szezonjában – a 14. állomáson Zakopanéban - Timi Zajc (18), a második szezonjában – a 16. állomáson Szapporóban | Nők - Juliane Seyfarth (28), a nyolcadik szezonjában – az 1. állomáson Lillehammerben - Lidiia Iakovleva (17), a második szezonjában – a 2. állomáson Lillehammerben - Ramona Straub (25), a nyolcadik szezonjában – a 3. állomáson Lillehammerben - Anna Odine Strøm (21), a hatodik szezonjában – a 9. állomáson Zaōban - Urša Bogataj (23), a nyolcadik szezonjában – a 14. állomáson Ljubnoban |

Győzelmek száma a szezonban (összes győzelem)
| Férfiak - Kobajasi Rjójú – 13 (13) - Stefan Kraft – 4 (16) - Kamil Stoch – 2 (33) - Karl Geiger – 2 (2) - Domen Prevc – 1 (5) - Johann André Forfang – 1 (3) - Robert Johansson – 1 (2) - Jevgenyij Klimov – 1 (1) - Dawid Kubacki – 1 (1) - Timi Zajc – 1 (1) - Markus Eisenbichler – 1 (1) | Nők - Maren Lundby – 12 (25) - Juliane Seyfarth – 4 (4) - Daniela Iraschko-Stolz – 3 (16) - Katharina Althaus – 3 (7) - Takanasi Szara – 1 (56) - Lidiia Iakovleva – 1 (1) |

## Visszavonultak
- Andreas Stjernen - 1 győzelem, 7 dobogó, 166 indulás a világkupában
- Robert Kranjec - 7 győzelem, 27 dobogó, 325 indulás a világkupában
- Davide Bresadola
- Sebastian Colloredo
- Kenneth Gangnes
- Tomaz Naglic
- Luca Egloff